# Rejencja kwidzyńska (1815–1920)

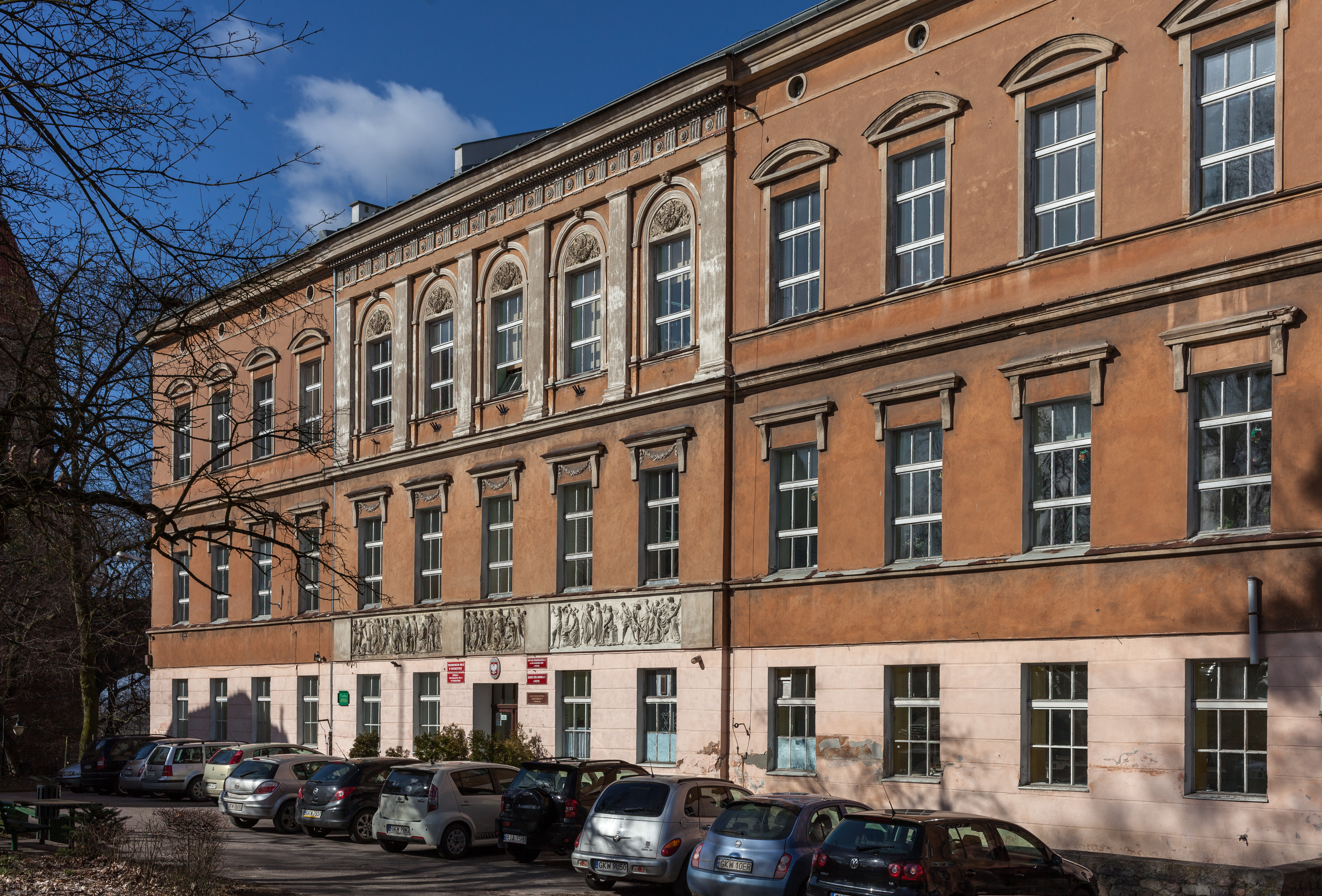
Dawna siedziba władz rejencji

Rejencja kwidzyńska (niem. Regierungsbezirk Marienwerder) – pruska i niemiecka jednostka administracyjna, istniejąca na Pomorzu Gdańskim w latach 1815–1920.

## Historia
Rejencja została utworzona w 1815. Wraz z rejencją gdańską tworzyła prowincję Prusy Zachodnie.
Obejmowała tereny uzyskane przez Prusy w I i II rozbiorze Polski, w tym ziemię chełmińską, która do 1815 należała do Księstwa Warszawskiego i zgodnie z postanowieniami kongresu wiedeńskiego miała wraz z miastem Podgórz zostać włączona do Wielkiego Księstwa Poznańskiego). 
W 1821 powierzchnia okręgu wynosiła prawie 17 621 km kw. W 1820 rejencję zamieszkiwało 379 tys. mieszkańców, w 1850 – 630 tys., a w 1905 – 932 tys.

## Podział administracyjny
W 1820 rejencja dzieliła się na następujące powiaty:
- Deutsch Krone (Wałcz)
- Flatow (Złotów)
- Graudenz (Grudziądz)
- Konitz (Chojnice)
- Kulm (Chełmno)
- Löbau (Lubawa)
- Marienwerder (Kwidzyn)
- Rosenberg i. Westpr. (Susz)
- Schlochau (Człuchów)
- Schwetz (Świecie)
- Strasburg i. Westpr. (Brodnica)
- Stuhm (Sztum)
- Thorn (Toruń)

W 1875 ze wschodniej części powiatu Konitz wydzielono powiat Tuchel. W 1887 z części obszaru powiatów: Kulm, Thorn, Graudenz i Strasburg i. Westpr. utworzono powiat Briesen. W 1900 miasta Graudenz i Thorn wyodrębniono z powiatu.

## Likwidacja
W wyniku postanowień traktatu wersalskiego większa część okręgu znalazła się w granicach Polski jako województwo pomorskie. Zachodnie powiaty (Deutsch Krone, Schlochau i Flatow) przyłączono do prowincji Marchia Graniczna Poznańsko-Zachodniopruska, a wschodnie (Marienwerder, Rosenberg i. Westpr. i Stuhm) stały się częścią rejencji zachodniopruskiej, wchodzącej w skład Prus Wschodnich.